# Takern II
Takern II ist eine Ortschaft und eine Katastralgemeinde der Gemeinde St. Margarethen an der Raab im Bezirk Weiz in der Steiermark.

## Geografie
Takern II liegt im Tal der Raab; die Steirische Ostbahn läuft westlich am Ort vorbei. Weitere Ortsteile der Ortschaft sind die Streusiedlungen Brenter, Takernberg (440 m ü. A.) und Takerngraben sowie die Rotten Ehr, Großgier, Scharfenegg, Untergroßgier und Vötz. Die Ortschaft Takern I befindet sich unmittelbar nördlich von Takern II.

## Geschichte
Die im Blumental befindliche Grabhügelgruppe steht unter Denkmalschutz (Listeneintrag). Laut Adressbuch von Österreich waren im Jahr 1938 in Takern II drei Eier- und Geflügelhändler, zwei Gastwirte, zwei Gemischtwarenhändler, ein Schmied, eine Schneiderin, zwei Schuhmacher, ein Weber und zahlreiche Landwirte ansässig.

## Siedlungsentwicklung
Zum Jahreswechsel 1979/1980 befanden sich in der Katastralgemeinde Takern II insgesamt 184 Bauflächen mit 85.871 m² und 137 Gärten auf 484.606 m², 1989/1990 gab es 171 Bauflächen. 1999/2000 war die Zahl der Bauflächen auf 219 angewachsen und 2009/2010 bestanden 288 Gebäude auf 479 Bauflächen.

## Bodennutzung
Die Katastralgemeinde ist landwirtschaftlich geprägt. 490 Hektar wurden zum Jahreswechsel 1979/1980 landwirtschaftlich genutzt und 360 Hektar waren forstwirtschaftlich geführte Waldflächen. 1999/2000 wurde auf 528 Hektar Landwirtschaft betrieben und 360 Hektar waren als forstwirtschaftlich genutzte Flächen ausgewiesen. Ende 2018 waren 480 Hektar als landwirtschaftliche Flächen genutzt und Forstwirtschaft wurde auf 361 Hektar betrieben. Die durchschnittliche Bodenklimazahl von Takern II beträgt 40,9 (Stand 2010).